# Cha cha cha (programa de televisión)
Cha cha cha fue un programa de televisión argentino de humor surrealista y absurdo emitido originalmente durante 1993 y de 1995 a 1997 en América TV y protagonizado por Alfredo Casero, Fabio Alberti y Diego Capusotto, junto a un gran elenco. Las repeticiones de los programas grabados se emitieron por América TV (1994-1995 y 2006-2007) y los canales de cable I.Sat (2001-2006) y Volver (2006-2021). 
El nombre proviene del estribillo de «Mozart avec nous», la versión de Boris Vian de la Marcha turca de Mozart, canción que acompañaba la apertura del programa. (Cha cha cha, cha cha cha, non tu n’existais pas encore / Cha cha cha, cha cha cha, le Brésil n’en était pas là...).

## Historia
Comenzó en 1993 luego de separarse el grupo de actores que hacían el programa humorístico De la cabeza, producidos por Nicolás Repetto, quien era fanático del mismo.
Para 1994, parte del elenco se separó, tomando rumbo hacia otros proyectos, en otras pantallas: Mex Urtizberea se dedicó a la conducción con Magazine For Fai; Mariana Briski y Sandra Monteagudo se fueron a Telefe, al programa de Marcelo Tinelli Videomatch; Rodolfo Samsó y Pablo Cedrón se fueron también al mismo canal, en programas como Fer play, La Banda Dominguera y Nico respectivamente (donde Pablo interpretó también al sexólogo paraguayo Nelson Carmen Gómez y al Tanguero Pastero, que interpretaba tangos reconocidos emulando un disco de pasta).
En las últimas tres temporadas, Cha cha cha contaba con un subtítulo diferente: 
- Cha cha cha - Dancing en el Titanic (transmisión en vivo) (30 programas emitidos desde el martes 6 de junio de 1995 hasta el martes 26 de diciembre de 1995): en la presentación del ciclo estaba presente la Marcha Turca de Mozart y los cierres eran clips musicales de la Halibour Fiberglass Sereneiders (banda liderada por Casero, junto a prestigiosos músicos del Rock argentino, como Juan Carlos ''Mono'' Fontana, Lito Epumer, Javier Malosetti y Cristian Judurcha), luego en los episodios en vivo renueva a los integrantes e invitó a distintos músicos. Fue en este ciclo donde se sumaron los actores Daniel Marín (reemplazando a Mex Urtizberea en sketches como Batman y Telescuela Técnica entre otros personajes), Alejandra Flechner (la cual ya había trabajado con Casero y parte de su elenco en el Parakultural años atrás), Gisela Gaeta, Martín Pavlovsky, Jorge Takashima y Santiago Ríos (que comenzó apareciendo en los primeros programas grabados de la temporada para luego formar parte del elenco fijo al año siguiente), comenzando con programas grabados y que luego cambió temporalmente de formato a la transmisión con público en vivo hasta la culminación de la temporada, los sketches más destacados fueron por ejemplo Batman, Telescuela Técnica, Juzguemos a los otros, Peperino Pómoro, Los Cubrepileta, División Burzaco, El Ratón Juan Carlos y el ministro de Ahorro Postal Gilberto Manhattan Ruiz.
- Cha cha cha - El estigma del Dr. Vaporeso (35 programas emitidos desde el martes 23 de abril de 1996 hasta el martes 17 de diciembre de 1996): en la presentación de este ciclo estaba presente la Marcha del Dr. Vaporeso (incluida en el disco de Casero, Alma de camión) y en los cierres el tema Bailando en la Sociedad Rural (versión de Alfredo Casero y Javier Malosetti), se marchan Pavlovsky, Flechner y Gaeta, Jorge Takashima trabaja en los primeros episodios y luego se va, regresa Rodolfo Samsó, aparecen en algunos episodios Lito Ming y Pipi Disti, para que luego formen parte del elenco fijo en la siguiente temporada, siguieron sketches de la temporada anterior, como Uy Dio!, Telescuela Técnica, Sidharta Kiwi, Batman, se recrearon sketches de De la cabeza y de la primera temporada: como Alacrán y La Tanguera (aprovechando el regreso de Rodolfo Samsó al elenco), como así también Poor Boys, Bienvenido a la Argentina, Pedro L'amour, Alberto Giordano entre otros, los sketches más destacados fueron Mañanas al Pedo, Alacrán, Señora Luna, Pili Peinados y Bicicletas de pasión. En este ciclo aparece por primera vez la tira de dibujos animados llamada El show de Tino y Gargamuza (Creada por Gabriel Marchesini), la cual pasó posteriormente por Televisión Registrada. El martes 31 de diciembre se emitieron por América TV compilados con los mejores sketches del ciclo.[1]
- Cha cha cha - La parrilla del Xeñor (18 programas emitidos desde el miércoles 9 de abril de 1997 hasta el miércoles 13 de agosto de 1997): en la presentación de este ciclo estaba la melodía Canon en re mayor de Pachelbel, y en los cierres el tercer acto de la sinfonía Solomón en los primeros episodios, y en los últimos la canción Ojo con los Orozco de León Gieco con la participación de Alfredo Casero, el elenco se disuelve y se renueva una vez más, Rodolfo Samsó se fue a Telefe nuevamente, pero esta vez al programa de Marcelo Tinelli Videomatch donde lleva su sketch de Garombol modificando de personaje, en este caso Fernandito y pasando a ser Agaromba, Santiago Ríos y Vivian El Jaber (que trabaja en los primeros episodios y luego se va) pasaron a trabajar en ficciones como Gasoleros por Canal 13, Trillizos, dijo la partera y Buenos vecinos ambos por Telefe, entre otras, y se incorporan Iván Moschner y Romina Sznaider.

Ya para fines de 1996, la situación entre los directivos de América TV y Casero era tensa, aunque ese año el ciclo no fue cancelado. La última temporada fue emitida durante 1997, hasta el 13 de agosto, día en que fue cancelada por supuestas “bajas audiencias” del programa y la creciente degradación y mercantilización de la televisión. Incidió el retiro de varios anunciantes, por la presión de la Fundación “Argentina del Mañana” que criticaba al personaje de Peperino Pómoro.
En el último programa se emitió un compilado con los mejores sketches del ciclo, además de un discurso de Casero donde describe al programa con la frase: «Tenía esa mitad y mitad... con las guarangadas que a veces decíamos, a nosotros nos gusta la cosa refiné y también nos gustaba esa cosa graciosa que tiene el meter los dedos adentro de la mayonesa, para buscar una aceituna».
En el 2012, Casero anunció que haría el largometraje de Cha cha cha, cosa que ocurrió el 17 de diciembre de 2015 con el estreno de la película Cha3dMubi, con los regresos de Alfredo Casero, Fabio Alberti, Daniel Marín, Lito Ming y Romina Sznaider.
En el 2024, Casero anunció que haría la versión teatral de Celebrando Cha Cha Cha en el Teatro Metropolitan, con los regresos de Casero, Alberti, Ming y Sznaider.

## Elenco
|                       | Primer ciclo (1993) | Dancing en el Titanic (1995) | El estigma del Dr. Vaporeso (1996) | La parrilla del Xeñor (1997) | Cha3dMubi (2015) | Celebrando Cha Cha Cha (2024-2025) |
| --------------------- | ------------------- | ---------------------------- | ---------------------------------- | ---------------------------- | ---------------- | ---------------------------------- |
| Alfredo Casero        | Sí                  | Sí                           | Sí                                 | Sí                           | Sí               | Sí                                 |
| Fabio Alberti         | Sí                  | Sí                           | Sí                                 | Sí                           | Sí               | Sí                                 |
| Diego Capusotto       | Sí                  | Sí                           | Sí                                 | Sí                           | No               | No                                 |
| Vivian El Jaber       | Sí                  | Sí                           | Sí                                 | Sí (primeros capítulos)      | No               | No                                 |
| Rodolfo Alacrán Samsó | Sí                  | No                           | Sí                                 | No                           | No               | No                                 |
| Mex Urtizberea        | Sí                  | No                           | No                                 | No                           | No               | No                                 |
| Pablo Cedrón          | Sí                  | No                           | No                                 | No                           | No               | No                                 |
| Mariana Briski        | Sí                  | No                           | No                                 | No                           | No               | No                                 |
| Sandra Monteagudo     | Sí                  | No                           | No                                 | No                           | No               | No                                 |
| Daniel Marín          | No                  | Sí                           | Sí                                 | Sí                           | Sí               | No                                 |
| Jorge Takashima       | No                  | Sí                           | Sí (primeros capítulos)            | No                           | No               | No                                 |
| Alejandra Flechner    | No                  | Sí                           | No                                 | No                           | No               | No                                 |
| Gisela Gaeta          | No                  | Sí                           | No                                 | No                           | No               | No                                 |
| Martín Pavlovsky      | No                  | Sí                           | No                                 | No                           | No               | No                                 |
| Santiago Ríos         | No                  | Sí (primeros capítulos)      | Sí                                 | No                           | No               | No                                 |
| Lito Ming             | No                  | No                           | Sí (algunos capítulos)             | Sí                           | Sí               | Sí                                 |
| Claudia Pipi Disti    | No                  | No                           | Sí (algunos capítulos)             | Sí                           | No               | No                                 |
| Romina Sznaider       | No                  | No                           | No                                 | Sí                           | Sí               | Sí                                 |
| Iván Moschner         | No                  | No                           | No                                 | Sí                           | No               | No                                 |

### Invitados
Todos los ciclos contaron con colaboraciones de personajes famosos:
- Primer ciclo (1993): aparecieron Néstor Montalbano, Ante Garmaz, Enrique Macaya Márquez, Charly Alberti, Augusto Larreta, Adrián Suar, Roberto Pettinato, Nadia Drubich y Salvador Sammaritano, como presentador del documental sobre la vida del tanguero Oscar Galar.

- Dancing en el Titanic (1995): colaboraron Eduardo Pavlovsky y Vivian Loew, Héctor Faisal Fracalossi Herfais, Gregory Dayton como Superman en Batman, Greg en Los Cubrepileta y en el noticiero de CNM, Martín Zeitune, y otros  actores y conductores: Eduardo Carpio, Diego Chavo Fucks y Elizabeth Vernaci en Fatigatti, Norman Erlich, Néstor Montalbano, Gerardo Roberto Samaniego como el Payaso Firulete, Tincho Zabala, Cipe Lincovsky, Salvador Sammaritano, Liliana López Foresi y Pepe Soriano en el Film Caballo de Tergopol, Tete Coustarot y Nora Lafon entrevistando a vedettes, Augusto Larreta (igual que en la primera temporada) , Catherine Fulop y Antonio Grimau en sátiras a novelas latinoaméricanas, Julio Lagos parodiando a su propio programa emitido por Canal 13 en aquellos años llamado El Show Creativo, Carlos Chacho Álvarez con el delegado Antúnez, Guillermo Andino, Enrique Alejandro Mancini y Lana Montalban en distintas ocasiones junto a Casero en un noticiero de ficción, Marley entrevistando a los Poor Boys, Graciela Dufau haciendo teatro junto a Casero, Graciela Alfano haciendo de Gatubela , Raul Lavié como Rey Mago en Los Cubrepileta , Graciela Borges, María Herminia Avellaneda en una ficticia filmación de una película griega, María Concepción César, Julieta Magaña junto al Ratón Juan Carlos , Gato Dumas en La Cocina de Toto, los Mighty Morphin Power Rangers que andaban de gira por la Argentina en aquel entonces,peleando con los Flying Granaders , como así también distintos cantantes y grupos musicales: Alejandro Lerner como corista e invitado del programa de Lagos , Charly García con su grupo Casandra Lange tocando al final Ticket to Ride de The Beatles, el Tata Cedrón, Alejandro Franov, Illya Kuryaki and the Valderramas en una delirante entrevista, cantando al final Abarajame , Botafogo, Silvina Garré, Chango Spasiuk, Los Chalchaleros visitando a Batman internado, cantando después La Argentina que yo quiero , Jairo como paciente del odontólogo Itzcovich, Marikena Monti, La Mississippi, Los Visitantes y Javier Malosetti .

- El estigma del Dr. Vaporeso (1996): Jorge Lanata entrevistando a las Ratas Sindicalistas, Héctor Larrea entrevistando a Juan Carlos Batman en su programa radial Rapidísimo por Radio El Mundo , el Doctor Tangalanga como jurado de Venga a cantar el Tango en pelotas , Elizabeth Vernaci en una sátira a las telenovelas extranjeras , el hasta entonces indentente Jorge Domínguez en Hola Amigos [7] Luis Pedro Toni presentando a la Salsa Worcestershire (Chimichurri en este caso) , Guillermo Brizuela Méndez en Standard Electric y al igual que en el ciclo anterior Javier Malosetti (el cual colaboró con Casero en proyectos musicales), Antonio Grimau en la parodia a las telenovelas, Los Chalchaleros acompañando a Batman cantando Luna Cautiva (siendo la última vez que se hizo el sketch, probablemente porque Casero se había cansado del personaje), no obstante, volvió a hacerlo muchos años más tarde en los teatros y en la película Cha3dMubi, y por último Diego Chavo Fucks en el sketch de Fatigatti.

- La parrilla del Xeñor (1997): colaboró Pompeyo Audivert (dramaturgo) en el primer episodio, Diego Chavo Fucks y Diego Bonadeo participaron en el sketch de Fatigatti, Marcos Zucker fue el padre de “Susana Bronstein”, en un popular sketch donde Casero era una madre judía, Juan José Galeano y el reconocido dúo Céspedes y Barreiro (ambos participaron en ciclos como La TV ataca conducido por Mario Pergolini y Boro Boro, conducido por Pipo Cipolatti). También se hicieron presentes el grupo El Arranque (Marcelo Prieto, Pablo Jivotovschii, Camilo Ferrero, Alejandro Schwarz, Ignacio Varchauski, Ariel Rodríguez), Alejandro Franov y Donald, para acompañar en lo musical.

Incluso el hijo de Alfredo, Nazareno Casero colaboró en todas las temporadas, siendo el sketch del alumno Diego Erminio Capusotto el más destacado, en particular la escena de "La vitrola envenenada". Su primera hija, Guillermina, también colaboró en la primera temporada.

## Guía de Episodios[8]

### Temporada 1 (1993)
La canción utilizada en la presentación, para los cortes y durante los créditos era la sonata en La K331 3.er movimiento: Rondo (Alla Turca) de Mozart, en la versión de Boris Vian, quien junto a Géo Dorlis le puso letra, bajo el título de: "Mozart avec nous".
Elenco: Alfredo Casero, Fabio Alberti, Mex Urtizberea, Pablo Cedrón, Rodolfo Samsó, Diego Capusotto, Mariana Briski, Sandra Monteagudo, Vivian El Jaber.

### Temporada 2: "Dancing en el Titanic" (1995)
Esta temporada se emitió los martes a las 22 horas en 1995 por América TV.
Entre los sketchs más destacados están "Todos juntos en capilla", "Batman", "Siddharta Kiwi", "Los Cubrepileta", "División Burzaco", y "Gilberto Manhattan Ruiz".
La canción utilizada en la presentación y para los cortes era la sonata en La K331 3.er movimiento: Rondo (Alla Turca) de Mozart, en la versión de Boris Vian, quien junto a Géo Dorlis le puso letra, bajo el título de: "Mozart avec nous". Los cierres de programa estaban a cargo, generalmente, de "La Halibour Fiberglass Sereneiders".
Elenco: Alfredo Casero, Fabio Alberti, Diego Capusotto, Vivian El Jaber, Alejandra Flechner, Gisela Gaeta, Daniel Marín, Martín Pavlovsky, Jorge Takashima, Santiago Ríos (primeros capítulos).

### Temporada 3: "El Estigma del Dr. Vaporeso" (1996)
Esta temporada se emitió los martes a las 23 horas en 1996 por América TV.
Entre los sketchs más destacados están además de los que se repiten de temporadas anteriores: "Bicicletas de Pasión", "Mañanas al pedo", "El gallego que enseña manualidades", "Los consejos de Sondrobe", "el chimichuri Wocestershire" y el programa cerraba generalmente con el sketch "La Señora Luna" interpretada por Rodolfo Samsó.
La música utilizada en la presentación era la marcha del Dr. Vaporeso, que aparece en el disco "Alma de Camión" y para los cortes la de Boris Vian utilizada en la temporada anterior, y durante los créditos la canción utilizada era "Bailando en la Sociedad Rural", que también aparece en el disco "Alma de Camión".
Elenco: Alfredo Casero, Fabio Alberti, Diego Capusotto, Vivian El Jaber, Daniel Marín, Rodolfo Samsó, Santiago Ríos, Pipi Disti (algunos capítulos), Jorge Takashima (primeros capítulos), Lito Ming (algunos capítulos).

### Temporada 4: "La Parrilla del Xeñor" (1997)
Esta temporada se emitió los miércoles a las 22 horas en 1997 por América TV.
Entre los sketchs más destacados están además de los que se repiten de temporadas anteriores: "Susana Bronstein" (la madre judía), "La hora de Juanca", "Las Ardillets", "Educando al Soberano", y el programa cerraba generalmente con el sketch "Todos juntos en capilla".
La música utilizada en la presentación era una versión del "Canon" de Johann Pachelbel y para los cortes la de Boris Vian utilizada en la temporada anterior, y durante los créditos la canción utilizada era, en los primeros capítulos, el tercer acto de la sinfonía Solomon, HWV.67 (Arrival of the Queen of Sheba) de George Frideric Handel, y en los últimos, "Ojo con los Orozco" de León Gieco.
Elenco: Alfredo Casero, Romina Sznaider, Daniel Marín, Fabio Alberti, Diego Capusotto, Pipi Disti, Iván Moschner, Lito Ming, Vivian El Jaber (primeros capítulos).

## Los sketchs
Los sketchs eran de un estilo muy similar al del grupo inglés Monty Python y su programa Monty Python's Flying Circus (principal influencia de Casero, Alberti y Capusotto), a veces era muy difícil encontrarle sentido a algunos de ellos, otros eran parodias, como Juan Carlos Batman, un sketch donde Alfredo Casero interpretaba al superhéroe en una versión argentina, gordo y resolviendo ridículos problemas en la ciudad, o Siddharta Kiwi, un hindú que propone técnicas nada convencionales para solucionar los inconvenientes con los que nos podemos encontrar en la vida. Los libretos, si bien existía una participación colectiva, eran guionados por Pablo Cedrón y Alfredo Casero.
El segmento más polémico y quizás uno de los más recordados era Todos juntos en capilla, con el que generalmente concluía cada emisión del programa. Alberti interpretaba un párroco que contaba las historias de vida del mártir Peperino Pómoro. Esto no fue bien recibido por una agrupación llamada Fundación Argentina del Mañana, que mandó cartas tanto al canal como a los anunciantes para que lo levantaran.

## El legado
Como se trata de un humor «poco convencional», el programa nunca llegó a ser masivo. De hecho, siempre estuvo complicado por la baja audiencia, como en el caso de la temporada Dancing en el Titanic, cuando se tuvo que optar por emitir el programa en vivo para evitar gastos extras de estudios, exteriores, etc. Pero aun así es notable el fanatismo que generó en sus seguidores, los cuales se autodenominan "vaporesianos", que luego de lamentar la finalización de este ciclo, encontraron lo que les faltaba en los proyectos que siguieron algunos de los integrantes de Cha cha cha. Como por ejemplo Delicatessen, protagonizada en 1998 por Horacio Fontova, Fabio Alberti, Diego Capusotto, José Luis Oliver, Damián Dreizik y Luis Ziembrowski y emitida por América TV; los shows en teatro de Alfredo Casero, como Solo para entendidos (1998-2000) y el programa Casero en castellano emitido por Canal 13 en 1999; o Todo por dos pesos (1999-2002), un programa conducido por Fabio Alberti y Diego Capusotto, emitido por Azul TV y Canal 7 que hizo aún más populares a estos dos actores; y posteriormente Peter Capusotto y sus videos (2006-2010, 2012-2016) de Diego Capusotto por Rock & Pop TV, la TV Pública y TNT, y otros. En mayo de 2022 Alfredo Casero ha lanzado su obra teatral The Casero Experimendo, convocando nuevamente a Fabio Alberti y a Rodolfo Samsó, recreando así muchos personajes y sketches de la serie.